# Rita Marley
Alpharita Constantia Anderson, coneguda com a Rita Marley (Santiago de Cuba, 25 de juliol de 1946), és una cantant jamaicana de reggae, parella de Bob Marley i integrant del grup I Threes.

## Biografia

### Joventut
Nascuda a Santiago de Cuba (Cuba), va créixer en una família adinerada de la Beachwood Avenue, situada a Kingston (Jamaica). Al seu llibre No Woman, No Cry: La meva vida amb Bob Marley descriu com ella va ser criada per la seva tia Viola a Greenwich Park Road, mentre Bob Marley creixia a la pobre barriada de Trenchtown. A mitjans de la dècada del 1960, la Rita va trobar en Bob després d'una reunió amb Peter Tosh per a tocar junts. Després va saber que era una cantant i li va preguntar per una audició per a Soulettes, més tard coneguda com a I Threes. El grup incloïa Rita, el seu cosí Constantine "Vision" Walker, i Marlene "Precious" Giffordwas. Bob esdevingué el mentor del grup i mànager i van començar a treballar junts, i es van enamorar. Es van casar el 10 de febrer del 1966. Ella s'incorporà al Moviment Rastafari tot i romandre com una activa membre de l'Església ortodoxa etíop.

### Mort del marit
Després de la mort de Bob Marley, ella va gravar alguns àlbums amb el seu nom a Anglaterra. El 1986 va prendre la decisió de convertir la casa de Bob Marley en el Bob Marley Museum. També fundà el Robert Marley Foundation, la companyia Bob Marley, el grup d'empreses Bob Marley i la Rita Marley Foundation, una ONG que lluita contra la pobresa, el 2000. També adoptà 35 infants a Etiòpia i pagà l'estada de 200 infants a la Konkonuru Methodist School de Ghana.
També donà beques a estudiants de música del Berklee College of Music de Ghana i promogué concerts anuals per a promoure la conscienciació mundial dels problemes que afecten Àfrica. El 3 d'agost del 2013 Rita Marley adquirí la nacionalitat d'honor de Ghana.

### Traslladar el cos del marit

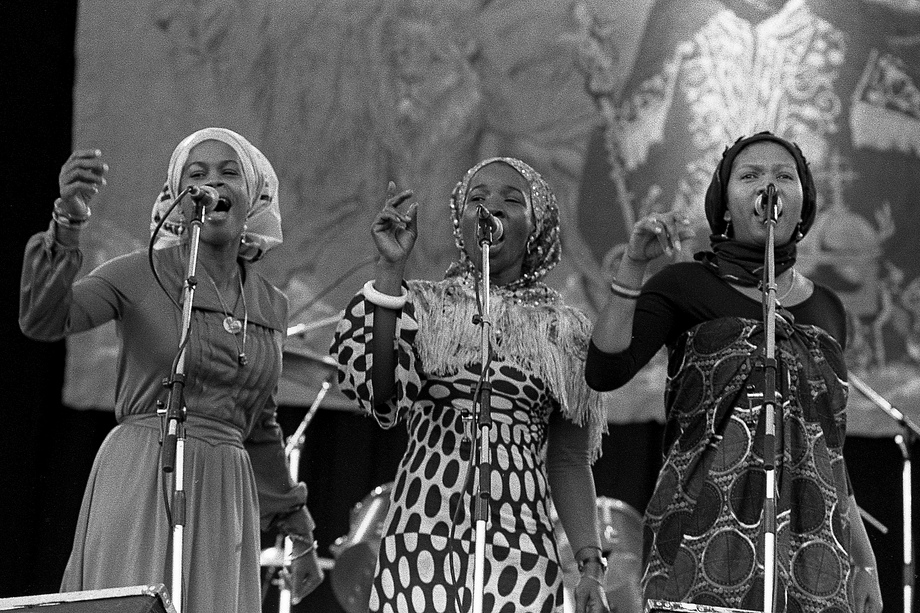
El grup Bob Marley I Threes, amb Rita Marley al centre

Rita Marley va planejar prendre el cos del seu últim marit, Bob Marley, exhumar-lo i enterrar-lo de nou a Etiòpia, el seu "lloc de repòs espiritual" el 2005. Ella volia fer una celebració que durés un mes com si fos el seu 60 aniversari. L'indret on ella volia enterrar-lo era una comunitat Rastafari, les terres de la qual li va lliurar l'últim emperador, Haile Selassie. Ella assegurava que tenia el suport del govern etíop quan va afirmar que "estem treballant a portar les seves restes a Etiòpia. Forma part de la missió d'en Bob. Tota la seva vida fou a l'Àfrica, no pas a Jamaica. Com es pot renunciar a un continent per una illa? Ell té dret que portem les seves restes on ell voldria que fossin. Aquesta era la seva missió. Etiòpia és el seu lloc de descans espiritual. Amb el 60 aniversari d'aquest any, hi ha un argument evident i és el moment adequat."

### Fills
Rita tingué sis fills, tres d'una altra relació i dos amb Bob Marley. Marley va adoptar els dos fills de Rita com a fills propis i ells van portar el seu cognom. Bob Marley tingué 13 fills en total, dos de la relació anterior de Rita, tres amb Rita, i els altres vuit amb diverses dones. Per ordre de naixement, els fills de Rita foren:
1. Sharon Marley, nascut el 23 novembre de 1964
2. Cedella Marley, nascut el 23 agost de 1967
3. Ziggy Marley, nascut el 17 octubre 1968
4. Stephen Marley, nascut el 20 d'abril 1972
5. Stephanie, nascuda el 17 agost 1974 (d'una relació amb Ital, segons la mare de Bob Marley, Cedella Booker)
6. Serita Stewart, nascuda l'11 agost 1985 (d'una relació amb Tacky, segons la seva biografia)

## Discografia
- 1966 : Pied Piper - Rio
- 1967 : Pied Piper (single, on Club Ska '67) - Mango
- 1980 : Rita Marley - Discogràfica Trident
- 1981 : Who Feels It Knows It - Discogràfica Shanachie
- 1983 : It's About Time - John Denver; Discogràfica RCA
- 1988 : Harambe (Working Together for Freedom) - Discogràfica Shanachie
- 1988 : We Must Carry on - Discogràfica Shanachie
- 1990 : Beauty of God's - Discogràfica Shanachie
- 1990 : Good Girls Cult - Discogràfica Shanachie
- 1990 : One Draw - Discogràfica Shanachie
- 2003 : Sings Bob Marley...and Friends - Discogràfica Shanachie
- 2004 : Play Play - Universal Music
- 2005 : Sunshine After Rain
- 2006 : Gifted Fourteen Carnation

## Llibres
Rita Marley, Hettie Jones (2004). No Woman, No Cry: My Life with Bob Marley. Hyperion, ISBN 0-7868-6867-8